# Bütteler Schule
Die ehemalige Bütteler Schule, südlich der Kirche in der niedersächsischen Gemeinde Loxstedt, Ortsteil Büttel, Weserstraße 20, im Landkreis Cuxhaven, stammt vom Anfang des 20. Jahrhunderts. Aktuell (2024) wird sie seit 1973 als Wohnhaus genutzt.
Das Gebäude steht unter Denkmalschutz (siehe auch Liste der Baudenkmale in Loxstedt).

## Geschichte
Das eingeschossige traufständige verputzte Gebäude auf höherem Sockel mit Mezzaningeschoss, schiefergedecktem flachen Krüppelwalmdach, straßenseitigem mittigen Zwerchgiebel mit dekorativem Freigespärre und mittigem quadratischen hohen Dachreiter mit der Uhr und einem Glockenhelm sowie segmentbogigen Öffnungen und Schmuckfries in der Südfassade, wurde 1907 (Inschrift) als Volksschule gebaut.
Die Volksschule in Büttel war später eine Grundschule, bis der Unterricht Anfang der 1970er Jahre nach Stotel sowie Loxstedt verlagert und 1973 das Haus verkauft wurde. Die Gründung des Bürgervereins Büttel erfolgte 1966 in der Schule.
Das Landesdenkmalamt befand seine historische Bedeutung u. a.: „… aus geschichtlichen und städtebaulichen Gründen wegen des orts-, kultur-, geistes- und sozialgeschichtlichen sowie straßen- und ortsbildprägenden Zeugniswerts ….“
Heute werden die Kinder in der Grundschule Stotel und im Schulzentrum Loxstedt (Haupt- und Realschule sowie Gymnasium) unterrichtet.